# Keith Hudson
Keith Hudson, kallad "The Dark Prince of Reggae", född 1946 i Kingston i Jamaica, död 14 november 1984 i New York i USA (lungcancer),  var en jamaicansk reggaeartist och skivproducent. I den sistnämnda rollen är han känd för sin påverkan utvecklingen av dub-reggae. Efter att ha arbetat för studioägaren Coxsone Dodd spelat in och producerat musik under ska- och rocksteady-erorna under 1960-talet, började han koncentrera sig på en egen sångkarriär i början av 1970-talet. Han är bland annat känd för det nyskapande dubalbumet Flesh of My Skin, Blood of my Blood (1974) och roots reggae-albumet Rasta Communication (1978).

## Biografi
Trots att han hade en begränsad sångröst, spelade Keith Hudson in otaliga låtar som en sångare, och koncentrerade sig på sin egen sångkarriär från 1972. Han startade egna skivmärken, som exempelvis Mafia. Hans tidiga jamaicanska album Furnace och Class and Subject innehöll låtar med hans egen, distinkta och raspiga röst tillsammans med dub-versioner och toast-versioner av låtarna. År 1974 släppte Hudson sin klassiska Pick a Dub, som allmänt anses ha varit det första medvetet tematiska dubalbumet, där dubspåren var delar som passade ihop till en enhet på albumet. Det presenterade dubblandningar av hans  sång "We Will Work It Out", den grundläggande rytmen för "S-90 Skank" med inslag av nya melodicaslingor av Augustus Pablo. Det innehöll även dubversioner av  Skiddy and Detroits 'The Exile Song', och omstuvade versioner av The Abyssinians rastafarianska kultlåt "Satta Massagana" deras "Declaration of Rights ". Pick A Dub var också det första dubalbumet som släpptes i Storbritannien (den forna kolonialmakten, nu med många invandrare från Jamaica), och därmed även det första dubalbumet som släpptes i Västvärlden utanför Karibien.
Vid det här laget hade han helt slutat spela in andra sångare och toasters för att koncentrera sig på de budskap han ville nå ut med genom att skriva låtar och sjunga själv. Efter den begränsade framgången för hans tredje LP Entering the Dragon emigrerade han till Storbritannien, där han undertecknade kontrakt med Brent Clarkes Atra etikett och arbetade på Chalk Farm Studios i London med ett antal brittiskbaserade reggaemusiker, vilkas låtar han gjorde jamaicanska dubversioner av. Det album som detta samarbete resulterade i var Flesh of My Skin, Blood of my Blood (1974), hans första och enda skivsläpp i Storbritannien och ett album som har beskrivits som ett mästerverk. Sångtexterna behandlade afroamerikansk historia och socialt medvetna teman. Albumet släpptes inte i Jamaica, men Hudson fick ändå ett mycket gott rykte i hemlandet bland mer progressiva musiker. Hans nästa brittiska album Torch of Freedom innehöll reggaesånger med mixade instrumentala versioner direkt efter varje sång –  ett format som skulle komma på modet tre år senare i Jamaica och Storbritannien under "Showcase-flugan".
År 1976 flyttade han till New York och tecknade ett fyraårigt avtal med Virgin Records, den första utgåvan är det soulinfluerade albumet Too Expensive, vilket mottogs dåligt av kritikerna och inte sålde bra. Hudson återvände till reggae med singeln (Jonah) Come Out Now, som släpptes under pseudonymen Lloyd Linberg, och Virgin sade upp sitt kontrakt. Hudson startade då ett nytt skivmärke, Joint. Han återupptog arbetet med Soul Syndicate, som hade stött honom på många av hans bästa inspelningar i Jamaica. Hans album Rasta kommunikation (1978), som hade föregåtts av dubversionen Brand, togs väl emot av en bredare publik och anses vara en roots reggae-klassiker. Det följdes av Nuh Skin Up Dub och sångmotsvarigheten From One Extreme to Another 1979. Hudson släppte också ett deejayalbum av Militant Barry baserat på rytmer från Brand – Green Valley. I början av 1980-talet dock Hudson i likhet med många 70-talsartister betydligt i otakt med de moderna trenderna i den jamaicanska dancehallmusiken. Han återvände till sina klassiska rytmer med sitt näst sista album Playing It Cool (1981), där han spelade in nya låtar på kraftigt överdubbade blandningar av tidigare låtar. Han släppte ett sista album 1982, Steaming Jungle, som inte väckte någon större uppmärksamhet. Det rapporterades 1984 att han ännu en gång samarbetade med bröderna Aston och Carlton Barrett (från Marleys The Wailers, vilka hade spelat på Pick a Dub och Torch of Freedom. Hudson fick dock diagnosen lungcancer i augusti 1984 och avled på morgonen den 14 november efter att ha klagat över magsmärtor.

## Diskografi

### Studioalbum
- 1972 – Class and Subject (Mafia)
- 1972 – Furnace (Imbidimts)
- 1974 – Entering The Dragon (Magnet, återutgiven av Trojan 2006 och Sunspot 2011)
- 1975 – The Black Breast Has Produced Her Best, Flesh of My Skin, Blood of My Blood (återutgiven av Mamba /Atra 1988 och Basic Replay 2004)
- 1975 – Torch of Freedom (Mamba / Atra)
- 1976 – Too Expensive (Virgin Records)
- 1977 – Brand (Joint International (US) / Brand (UK) / Pressure Sounds)
- 1978 – Rasta Communication (Joint International)
- 1979 – From One Extreme To Another (Joint International)
- 1981 – Playing It Cool, Playing It Right (Joint International, återutgiven av Basic Replay 2003)
- 1982 – Steaming Jungle (Disc Disk)
- 2015 – Tuff Gong Encounter (VP Records)
- 2015 – Jammys Dub Encounter (VP Records / 17 North Parade, inspelad 1984)

### Samarbeten
- 1974 – Pick a Dub (med Family Man) (Mamba / Atra / Blood & Fire)
- 1976 – Rebel Dub (med Third World Product) (Third World)
- 1982 – Nuh Skin Up Dub (med The Soul Syndicate) (Joint International)

### Samlingsalbum
- 1988 – Studio Kinda Cloudy (Trojan)
- 1995 – Sky High & The Mau Mau Presents Keith Hudson's Greatest Hits Part 1 (Sky High)
- 1996 – Shades of Hudson (VP Records)
- 2004 – The Hudson Affair (Trojan)